# Отпускная грамота
Отпускная грамота (в Западнорусской митрополии — Отпускной лист), Отпускные грамоты — документ, выдаваемый архиереем духовным лицам при переходе их в другую епархию.

## История
Каноническое право Православной церкви с древнейших времен предписывало принимать в епархию клириков из иных мест не иначе, как при наличии у них специальных документов от епископа их прежней епархий. Так, Апостольские правила говорят о представительных грамотах (см. статью Ставленая грамота), а 17 правило VI Вселенского (Трульского) собора (691 год) предусматривает для подобных случаев грамоты увольнительные, предписывая, в случае принятия без таких документов, подвергать наказанию (извержению из сана) и самого принятого клирика, и принявшего его епископа.
На Руси подобные документы были известны под именем отпускных грамот и выдавалась архиереем, за что в пользу последнего выплачивалась особая пошлина, отмененная в 1765 году. Миграция духовенства в Древней Руси была обычным явлением ввиду плохого материального содержания в некоторых местах, обусловленного во многом большим количеством рукоположённых клириков вообще. В связи с этим получение отпускных грамот было распространенным явлением, некоторые священнослужители странствовали и без наличия отпускных грамот, что является нарушением канонических норм. Ввиду данных злоупотреблений, Виленский собор Западнорусской митрополии (1509 год) и Стоглавый собор Московской митрополии (1551 год) подтвердили обязательность наличия отпускных грамот у приходящих из других епархий и желающих служить в месте нового пребывания священнослужителей. В соответствии со Стоглавом, наличие у пришлых священнослужителей отпускных грамот должны были проверять поповские старосты, десятские священники и архиерейские тиуны и выдавать знамёна только тем из них, которые имели такие грамоты.
Если в допетровской Руси в отпускной грамоте прямо указывалось разрешение священнослужителям отправляться во все епархии, в какие пожелают, и священнодействовать повсюду, где им позволят местные церковные власти, то в Синодальный период оговаривался переход в конкретную епархию, а часто и на определенную должность. Причем такой переход совершался с ведома Синода. В современной практике РПЦ отпускные грамоты не выдаются на руки клирикам, а пересылаются напрямую их новому церковному начальству.